# Malokonovalove, Novoarhanhelsk
Malokonovalove (în ucraineană Малоконовалове) este un sat în comuna Nadlak din raionul Novoarhanhelsk, regiunea Kirovohrad, Ucraina.

## Demografie
Componența lingvistică a localității Malokonovalove
     Ucraineană (100%)
Conform recensământului din 2001, toată populația localității Malokonovalove era vorbitoare de ucraineană (100%).